# I. e. 258
Évszázadok: i. e. 4. század – i. e. 3. század – i. e. 2. század
Évtizedek: i. e. 300-as évek – i. e. 290-es évek – i. e. 280-as évek – i. e. 270-es évek – i. e. 260-as évek – i. e. 250-es évek – i. e. 240-es évek – i. e. 230-as évek – i. e. 220-as évek – i. e. 210-es évek – i. e. 200-as évek
Évek: i. e. 263 – i. e. 262 – i. e. 261 – i. e. 260 –  i. e. 259 – i. e. 258 – i. e. 257 – i. e. 256 – i. e. 255 – i. e. 254 – i. e. 253

## Események

### Itália
- Rómában Aulus Atilius Calatinust és Caius Sulpicius Paterculust választják consulnak.
- Az első pun háborúban a rómaiak visszafoglalják a szicíliai Ennát és Camarinát. A sziget középső részén sikerül elfoglalniuk Mytistratont, amelyet korábban kétszer is sikertelenül ostromoltak; az északi parton viszont nem járnak sikerrel a jól megerősített Panormus esetében.
- Caius Duilius Nepost, a mylaei csata hősét censorrá választják, ami - tekintve hogy családjából ő az első aki bekerült a szenátusba, vagyis homo novusnak számít - igen ritka megtiszteltetés.

### India
- Asóka, a Maurja Birodalom uralkodója áttér a buddhizmusra.

### Délkelet-Ázsia
- Észak-Vietnamban az Âu Việt törzsek megdöntik a Hồng Bàng dinasztia (legenda szerinti) 2500 éves uralmát.

## Fordítás
- Ez a szócikk részben vagy egészben  a(z)   258 BC című angol Wikipédia-szócikk ezen változatának fordításán alapul.  Az eredeti cikk szerkesztőit annak laptörténete sorolja fel. Ez a jelzés csupán a megfogalmazás eredetét és a szerzői jogokat jelzi, nem szolgál a cikkben szereplő információk forrásmegjelöléseként.